# 藤原鷹取
藤原 鷹取（ふじわら の たかとり）は、奈良時代の貴族。藤原北家、左大臣・藤原魚名の子。官位は正四位下・左京大夫。

## 経歴
光仁朝初頭の宝亀2年（771年）従五位下に昇叙し、翌宝亀3年（772年）中務少輔に任ぜられる。同年9月に政情調査のために覆損使として南海道に派遣される。左京亮を経て、宝亀6年（775年）遣唐副使に任ぜられる。しかし、大使の佐伯今毛人が病と称し渡海せず、鷹取は大伴益立と共に副使を更迭されてしまい、結局宝亀8年（777年）に小野石根が持節副使として渡唐した。なお、宝亀9年（778年）にはこの遣唐使の帰国に伴い来日した唐使の慰問を行っている。
宝亀8年（777年）に右大臣・藤原良継が薨去し、大納言である父・魚名が朝廷の中心的存在となる。鷹取は魚名の威光を背景に、宝亀9年（778年）従五位上、宝亀10年（779年）正五位上、宝亀11年（780年）従四位下と光仁朝末にかけて急速に昇進すると共に、左少弁・左中弁と弁官を歴任した。
天応元年（781年）4月に桓武天皇の即位に伴い従四位上、11月には大嘗会への由機須機国司としての奉仕の功労として正四位下と桓武朝でも昇進を続け、造宮卿・左京大夫・左兵衛督・侍従・中宮大夫などを務める。しかし、天応2年（782年）父・魚名が左大臣を罷免されると兄弟と共に連座し、鷹取は石見介に左遷される。翌延暦2年（783年）7月に魚名が薨ずる直前に入京を許され、延暦3年（784年）4月に再び左京大夫に任ぜられるが、同年5月10日卒去。最終官位は左京大夫正四位下。

## 官歴
『続日本紀』による。
- 時期不詳：正六位上
- 宝亀2年（771年） 3月7日：従五位下
- 宝亀3年（772年） 4月20日：中務少輔。9月26日：東海道覆損使
- 宝亀5年（774年） 9月4日：左京亮
- 宝亀6年（775年） 6月19日：遣唐副使
- 宝亀9年（778年） 正月16日：従五位上。11月19日：見左少弁。12月28日：左中弁
- 宝亀10年（779年） 10月20日：正五位下。10月21日：正五位上
- 宝亀11年（780年） 10月13日：従四位下
- 天応元年（781年） 4月15日：従四位上。5月7日：造宮卿。5月25日：兼左京大夫。7月10日：兼左兵衛督。11月16日：正四位下
- 天応2年（782年） 5月17日：中宮大夫（皇太夫人・高野新笠）、侍従越前守如元。6月14日：石見介
- 延暦2年（783年） 7月23日：許入京
- 延暦3年（784年） 4月2日：左京大夫。5月10日：卒去（左京大夫正四位下）

## 系譜
注記のないものは『尊卑分脈』による。
- 父：藤原魚名
- 母：藤原宇合の娘
- 生母不詳の子女
  - 男子：藤原真雄[3]（767-811）
  - 男子：藤原星雄